# Anarchaea corticola
Espèce
Synonymes
- Pararchaea corticola Hickman, 1969

Anarchaea corticola est une espèce d'araignées aranéomorphes de la famille des Malkaridae.

## Distribution
Cette espèce est endémique de Tasmanie en Australie.

## Description
Le mâle holotype mesure 2,28 mm et la femelle paratype 2,86 mm.

## Publication originale
- Hickman, 1969 : New species of Toxopidae and Archaeidae (Araneida). Papers and Proceedings of the Royal Society of Tasmania, vol. 103, p. 1-11 (texte intégral).